# Arte persa
A arte persa é um conjunto de obras e estilos artísticos que se originaram ou se desenvolveram na Pérsia. De 550 até 500 a.C., uma rude tribo que habitava a planície iraniana era veneradora da luz e do sol, era crente na luta do bem e do mal e, há muitos anos, era dominada pelos medos. Essa tribo eram os persas. Em 553 a.C., comandados por Ciro, o Grande, eles entraram em revolta e derrotaram seus opressores em 550 a.C. Em seguida, conquistaram a Lídia em 546 a.C. e a Babilônia em 539 a.C., realizando a construção do Império Aquemênida e exercendo seu domínio sobre os jônios na Grécia. Foram, porém, derrotados na batalha de Maratona em 490 a.C. durante o governo de Dario I. Outra batalha famosa, a de Salamina em 480 a.C., deu início a uma série de derrotas, que culminaram com a revolta dos gregos, auxiliados pelos egípcios, representando o início da derrocada deste império.
Esta civilização era essencialmente guerreira, característica naturalmente expressa em sua produção artística, com a criação de criaturas míticas, fantásticas, quase sempre grandiosas, figuras com cabeças humanas e corpos de leão, touro e águia. Suas esculturas eram modeladas com argila e mármore, seus palácios e imponentes construções testemunham o valor da arquitetura persa, as sedas e tapeçarias foram idealizadas como verdadeiras obras de arte.
A arquitetura teve dois grandes momentos. O primeiro corresponde à dinastia dos aquemênidas (550 a 331 a.C.), à qual pertencia Ciro, o Grande. Deste período restam as ruínas de Pasárgada – capital do reinado de Ciro, o Grande. Com a ascensão ao poder dos selêucidas, as obras arquitetônicas persas receberam uma influência marcante do estilo grego. Esta fase histórica teve início com a conquista da Pérsia por Alexandre Magno em 331 a.C. Mas foi durante a dinastia sassânida, que principiou em 226 d.C. e durou até 641, com a chegada do Islã ao poder, que ocorreu um renascimento na arquitetura. Os principais sinais históricos remanescentes desta época são as ruínas dos palácios de Firuzabad, Girra e Sarvestan e as amplas salas abobadadas de Ctesifonte.
Enquanto no reinado dos Aquemênidas a escultura teve características monumentais, do período sassânida restou apenas um modelo escultural, a monumental imagem de um rei fantasma, nas proximidades de Bixapur. As artes decorativas, durante a primeira dinastia, eram usadas nos artigos de luxo, tais como vasilhas de ouro e prata  e joias trabalhadas. A pintura sassânida desenvolveu-se amplamente – há relatos sobre milionários persas que decoravam as paredes de suas mansões com imagens de heróis iranianos. A arte em tecidos teve uma importância sem igual nesta época, pois sedas, brocados, rendas e tapeçarias eram muito valorizados e copiados por toda parte. Durante as Cruzadas, eram utilizados para cobrir relíquias de santos. Os tecidos – principalmente a tapeçaria -, sobreviventes nos dias atuais são de imenso valor artístico, e possivelmente os mais caros.
A cerâmica também imprimiu sua marca na história da arte persa – já avançada na era dos Aquemênidas, prosseguiu seu desenvolvimento na Dinastia Sassânida. Restam vários pratos deste período, expostos no Museu Britânico, no Hermitage e no Metropolitan Museum of Art, de Nova Iorque.
A arte dos sassânidas resgatou antigas tradições persas e durante a era islâmica alcançou o litoral do Mediterrâneo. A arquitetura deste período influenciou largamente o Império Bizantino e também o estilo do Islã, o que pode ser constatado na cidade de Bagdá – construção baseada em características persas.

## As origens

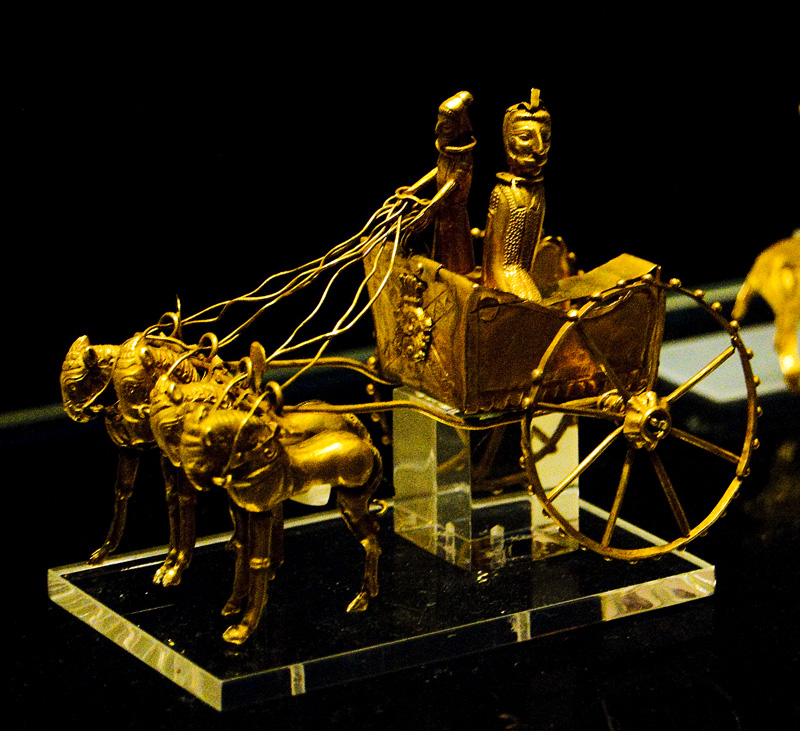
Carro aquemênida de ouro com 18,8 centímetros de altura dos séculos V-IV a.C. em exposição no Museu Britânico. A ourivesaria aquemênida é extraordinariamente rica. Os artistas que se dedicavam às artes menores realizavam seus trabalhos em concordância com a magnitude do Império. Sirvam de amostras as maravilhosas alças em formato de cabra, ou este magistral carro votivo, na melhor tradição da ourivesaria do Irã, no tesouro de Ziwiye e enriquecida com a tradição helênica.

Na passagem do segundo para o primeiro milênio a.C., o planalto iraniano recebeu um importante contingente humano de estirpe indo-europeia, que se instalou definitivamente naquele território. Entre os povos recentemente instalados, destacam-se os medos e os persas, que participaram decisivamente da história oriental próxima, até fazer dela sua própria história. Os invasores já chegaram socialmente estratificados, circunstância manifestada pela necrópole de Tepe Sialk, a mais antiga com presença de indo-europeus. Ali, uma reduzida parcela da população deu-se ao luxo de possuir valiosas peças artísticas; outros, mais numerosos, embora tendo acesso ao mesmo tipo de objetos, não os possuem em idêntica qualidade. Finalmente, um último grupo não dispõe de material funerário; supõe-se se trata da população autóctone dominada. Essa população socialmente estratificada, organiza-se territorialmente ao redor de acrópoles bem fortificadas, que constituem uma sólida rede de castelos rurais destinados à proteção agrícola dos territórios circunjacentes. A arquitetura e a cerâmica são os testemunhos mais evidentes da mudança étnico-cultural realizada.
Em determinadas ocasiões e lugares, a invasão produziu uma verdadeira miscigenação com a população autóctone. Esse fenômeno é, por vezes, perceptível para a arqueologia, como ocorre na região do Lorestão, na região central do Zagros, onde, por outro lado, detecta-se uma avançada tecnologia metalúrgica, cujo expoente máximo são os famosos bronzes do Luristão. A cronologia dessas peças é controversa e os especialistas discutem sua datação entre os séculos XII e VII a.C. A questão adicional é saber qual povo é responsável pela sua fabricação e, consequentemente, quem eram os destinatários desses singulares objetos de bronze, que ainda hoje provocam uma sensação inquietante.
Também a esse horizonte cronológico, que se estende da chegada dos invasores à formação do reino medo, pertence uma série de tesouros de caráter principesco, como as chamadas tumbas reais do Guilão, a sudoeste do Mar Cáspio e, especialmente, o tesouro de Ziwiye, no Azerbaijão, em que se destacam as mais belas peças de ouro, decoradas com animais e seres semi-humanos, nitidamente influencia pela arte neossíria e urartiana, embora também seja perceptível sua vinculação com o mundo das estepes euroasiáticas, mais desenvolvido pelos citas.

## A época de Ciro: Pasárgada

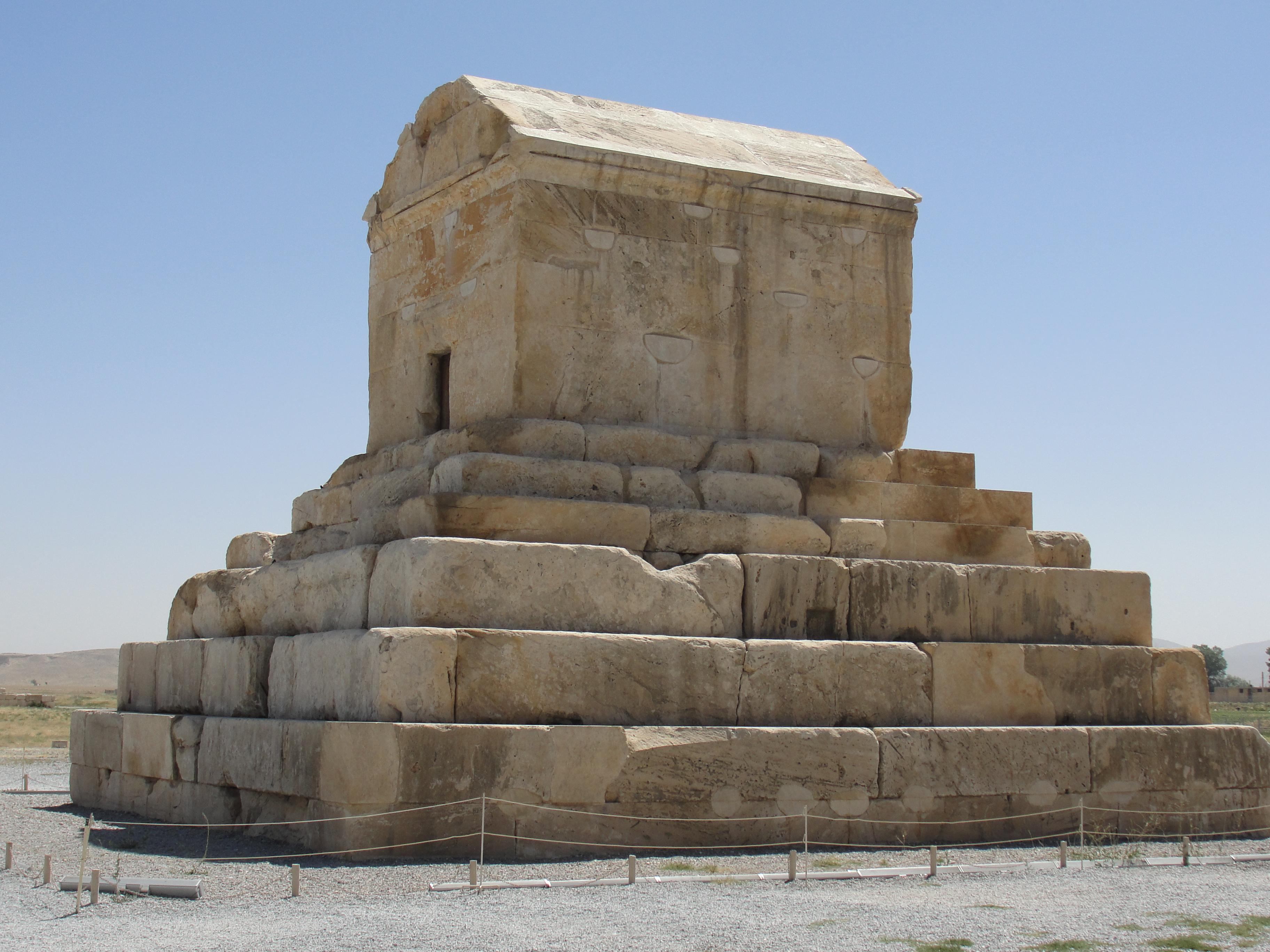
A Tumba de Ciro em Pasárgada: este monumento encontra-se isolado e dominando o conjunto de Pasárgada. Sua posição forçaria a permanente lembrança do fundador do Império Aquemênida a tal ponto que foi restaurado
pelo próprio Alexandre Magno.

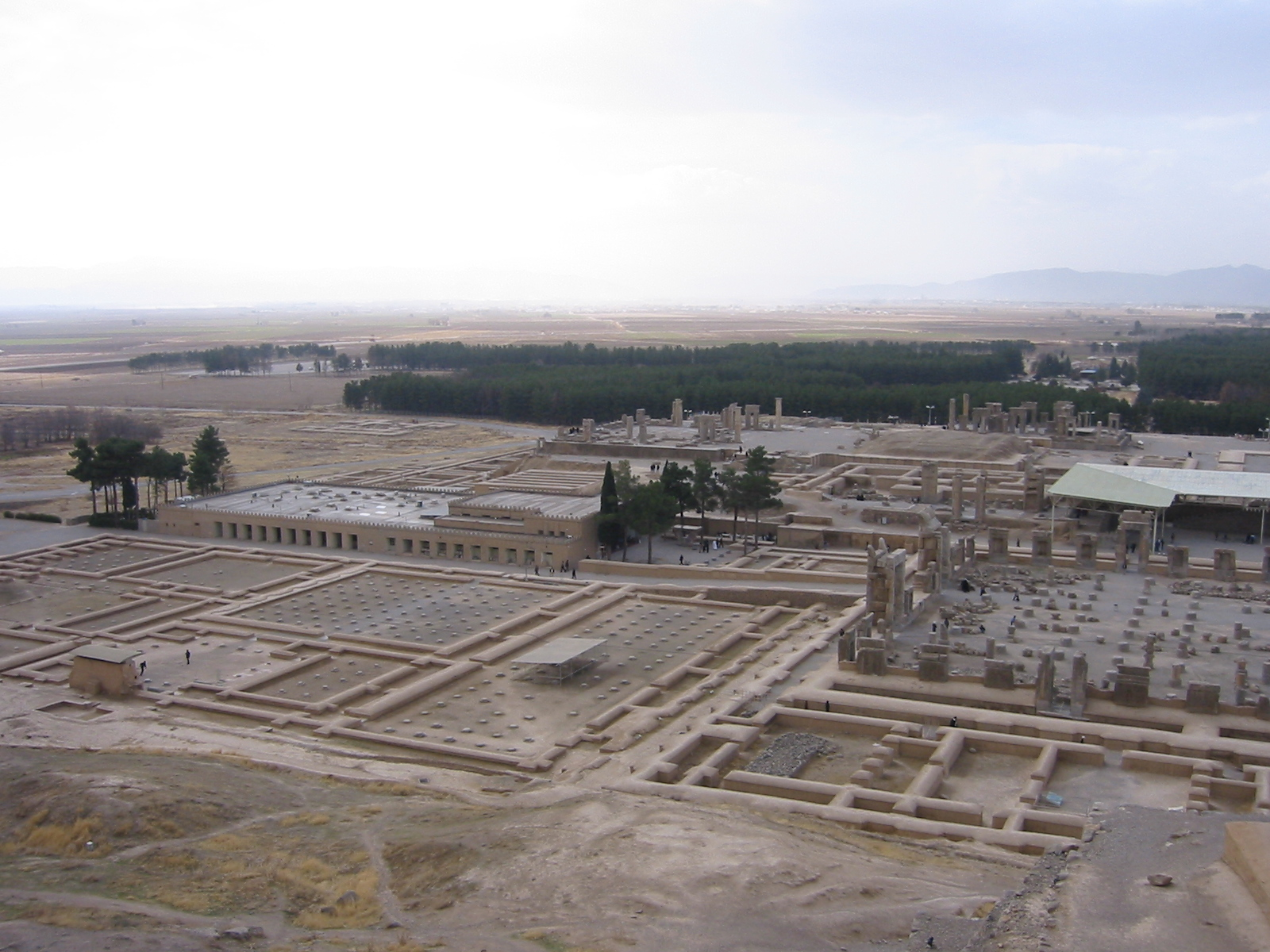
Vista de Persépolis: a cidade estava situada numa elevação de cerca de 10 metros acima da planície ao redor e ocupava uns 13 hectares. As colunas mais altas correspondem à Apadana.

A arte imperial persa começa em meados do século VI a.C., com as grandes obras monumentais realizadas em Pasárgada por Ciro II, o fundador do Império Aquemênida. Do período medo conservou-se pouca coisa, que corresponde fundamentalmente à arquitetura militar dos castelos, referidos com freqüência nos anais assírios e representados em seus relevos.
A unificação de medos e persas produz-se pelo ataque de Ciro, o Grande, que sobe ao trono persa, por volta de 560 a.C., a seu avô Astíages, rei da Média. Começa, então, a época de esplendor da dinastia aquemênida, cuja maior conquista, do ponto de vista político é a unificação de todo o mundo oriental próximo inclusive o Egito, sob um poder centralizado coeso e bem articulado. Em grande parte, o Império Aquemênida é resultado da experiência acumulada pelos impérios neoassírio e neobabilônico, mas seu poder é tão inconteste que a arte faz eco a essa notável diferença em relação à arte neoassíria. Enquanto esta era a expressão da propaganda política de um império emergente, em formação (inclusive na época de maior poderio), o Império Aquemênida é um Estado perfeitamente configurado, que não necessita maior demonstração de força além da mera enunciação do seu poderio, donde o gosto pela repetição incansável dos motivos decorativos, como os guerreiros. Os monarcas neoassírios necessitavam expressar seu poder de ação; o estatismo da arte persa é boa amostra da serenidade imperial. Evidentemente, a concepção do Estado havia sofrido uma vertiginosa transformação.
Quando Ciro empreende suas monumentais construções em Pasárgada, a arte aquemênida parece haver chegado à sua maturidade. Conjugam-se, nela, harmoniosamente, a tradição nômade e a linguagem artística própria dos povos vizinhos. Desse modo, a própria estrutura dos palácios adota uma distribuição mais de acordo com as raízes pastoris do que com os palácios mesopotâmicos; as salas hipostilas parecem empréstimo egípcio, enquanto os assírios devem ter inspirado o emprego dos ortostatos; os urartianos, a construção em terraços; e os gregos, tanto elementos arquitetônicos, como de expressão escultórica. Entretanto, apesar de tudo, a arte aquemênida é, em larga escala, devedora da arte mesopotâmica, tanto quanto de sua própria estrutura imperial.

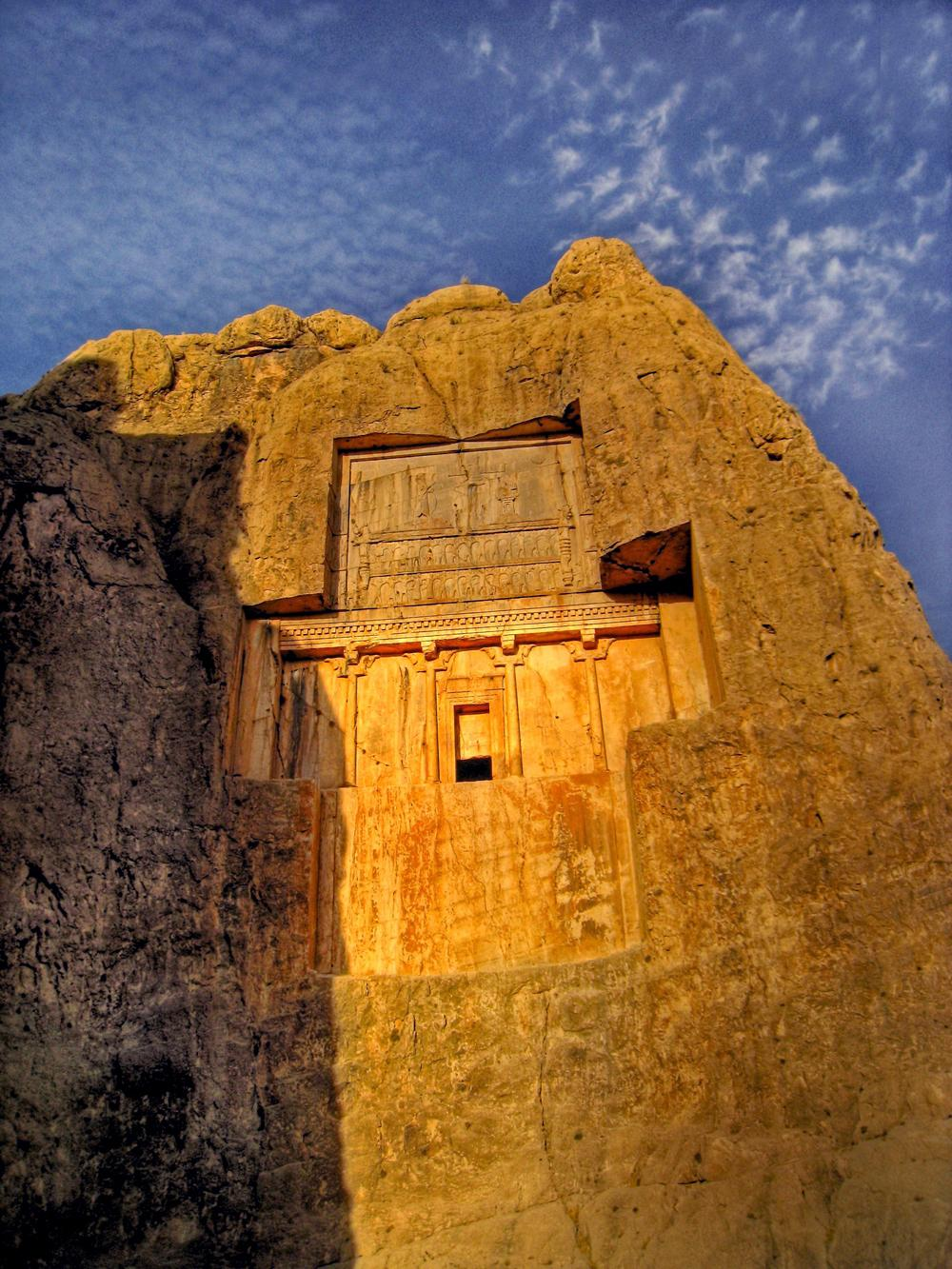
O Hipogeu de Dario I em Naqsh-i-Rustam: Dario I introduziu este novo tipo de sepultamento, o que supunha, também, uma mudança no funeral dos imperadores. É possível que se tenha influenciado pelos túmulos esculpidos na rocha de Urartu. Das quatro tumbas conservadas nesta parede, só a de Dario traz a inscrição. A atribuição das restantes é hipotética. Todas exibem uma fachada talhada em cruz grega, com uma cena sacra na extremidade superior e um pórtico no braço transversal.

Pasárgada se nos afigura, portanto, um grande acampamento nômade, em que as tendas - agora edifícios - integram-se à paisagem - agora um recinto fechado, ajardinado e com animais em liberdade, conhecido, pelos gregos, como "paraíso" (paradeisos). A entrada monumental desse imenso parque era do tipo assírio, com touros alados e Lamasu protegendo o acesso, um pórtico com oito colunas. Uma vez no interior do recinto, os edifícios se encontravam arbitrariamente distribuídos. Destaca-se a Apadana, sala de audiências, aposento quadrangular, com cada um dos lados dispondo de uma porta, protegida por um pórtico de colunata dupla. O teto da dependência principal era sustentado por oito colunas, com doze metros de altura, o dobro da dos pórticos. Esse edifício será o referencial sistemático da arquitetura aquemênida posterior.
Não muito distante da Apadana, acha-se o palácio residencial, de planta retangular mais larga, que permite dois grandes pórticos nos lados maiores. O interior se divide em três espaços simétricos. No centro, há uma sala hipostila, flanqueada pelos dois outros espaços, um dos quais se subdivide em dois aposentos.
Dentro do parque, há uma zona sagrada, composta por dois altares ao ar livre e um terraço de seis patamares, como prescreve a religião. Dessa prescrição provém a ausência de arquitetura sacra no mundo persa.
Por último, deve-se mencionar o túmulo de Ciro, o Grande, um monumento insólito, sem paralelo na arquitetura aquemênida. Em primeiro lugar, porque os monarcas persas eram enterrados em túmulos rupestres, entre os quais vale destacar o conjunto de Naqsh-i-Rustam. Em segundo lugar, porque o túmulo de Ciro mantém a planta da casa do Norte, de madeira, com telhado de duas águas, erguida sobre um pódio de seis níveis, que lembra tanto os elementos formais da arquitetura urartiana, como a estrutura dos próprios zigurates.
Apesar de todas essas construções, Pasárgada não passou de um mero projeto político; na realidade a corte a administração, teve que permanecer em Ecbátana, a antiga capital meda, que, por sua vez, foi substituída por Susã, reconstruída por Dario.

## De Persépolis ao fim do Império Aquemênida
Dario I, restaurador do Império, após a crise provocada pela morte de Cambises II, é, ao lado de Ciro, o grande construtor, o expoente do apogeu persa. Inaugura seu reinado com o entalhe de um relevo monumental nas rochas de Beistum, nas denominadas Portas da Ásia, passagem natural obrigatória para caravanas e exércitos, que une a Mesopotâmia central ao planalto iraniano. Uma gigantesca representação de Aúra-Masda preside uma cena, em que o rei Dario I se mostra vitorioso sobre o usurpador Bardiya-Gautama. Uma inscrição trilíngue (persa, babilônio e elamita) acompanha a cena. Dario é justificado pelo modo como ascendeu ao poder e, a seguir, explica-se a organização do Império.
O último monumento desse mesmo rei é outro relevo rupestre, agora nas cercanias de Pasárgada, precisamente em Naqsh-i-Rustarn. Trata-se de seu próprio túmulo, simulando uma fachada com arquitrave, na qual alguns autores quiseram distinguir a arquitetura religiosa aquemênida, da qual só se conservam altares ao ar livre.

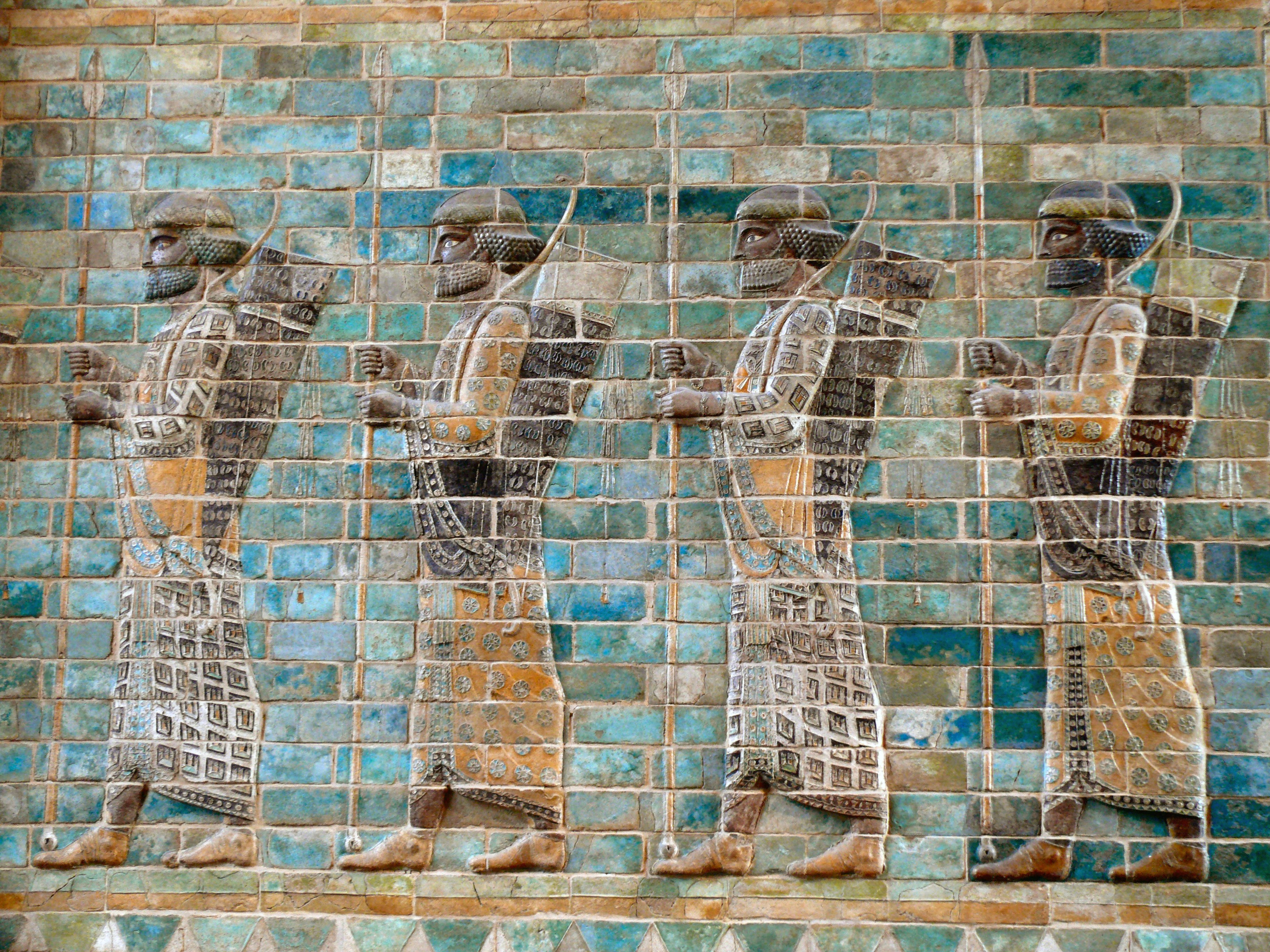
Friso dos Arqueiros de Susã em exposição no Museu do Louvre: a tradição do tijolo esmaltado sobrevive durante o Império Aquemênida, como testemunha magistralmente este friso da Apadana de Susã, da época de Artaxerxes II (404-359 a.C.). Todos os arqueiros são idênticos (1,47 metros de altura), mas cada um tem seu traje decorado de forma diferente. A rica variedade de cores é prova bastante da qualidade técnica dos artesãos, embora o mais importante seja a transmissão da imagem do infinito poder imperial.

Entre uma e outra obra, desenrola-se o grande empreendimento construtor de Dario I, o soerguimento de sua cidade-palácio, em Persépolis. É aqui, na conjunção da arquitetura com as artes decorativas, que melhor se manifestam a plenitude e a imensidão do Império Aquemênida. Trata-se, sem sombra de dúvida, de uma cidade programática, símbolo do império que representa.

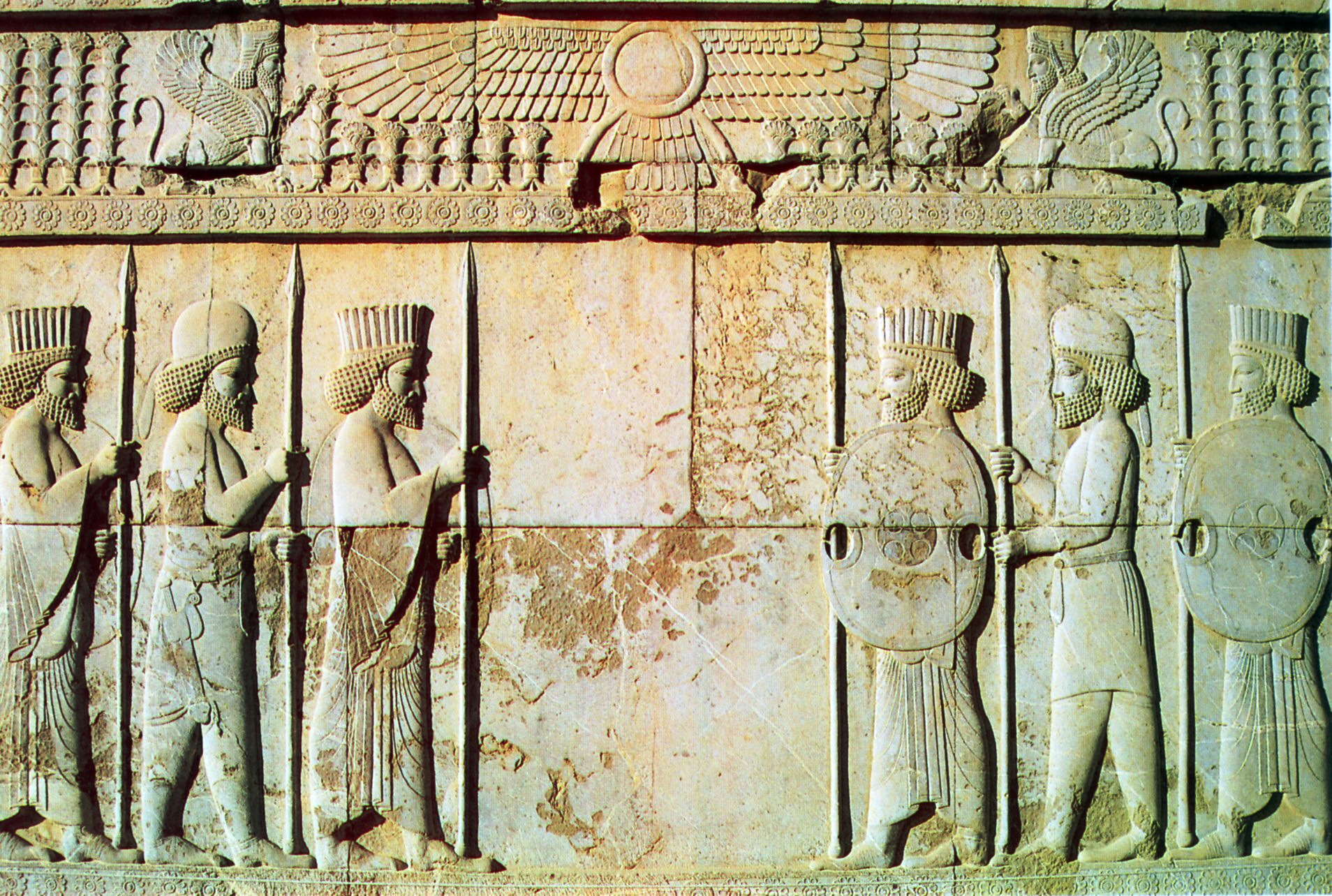
Alto-relevo da escadaria em Persépolis mostrando soldados medos e persas. Note as diferenças sutis na indumentária e estilo dos soldados em cada lado.

A organização do espaço em Persépolis é diferente da de Pasárgada. Desaparece o parque, pelo qual se dispersavam os edifícios que agora articulam-se em torno dos dois mais importantes: a Sala de Audiências (Apadana) e a Sala do Trono (Tatchara), Estes ocupam a parte central do recinto, enquanto as laterais albergam, de um lado, aposentos e dependências (o Harém, o Palácio de Xerxes, o Tesouro, etc.) e, do outro, as áreas de acesso ao palácio (a Escadaria, o Pórtico de Todos os Povos e as esplanadas, ou átrios, da Apadana e da Tatchara). Como em Pasárgada, a arquitetura obedece ao modelo das tendas nômades, embora aqui se tenha optado pela planta quadrada, repetida à exaustão. Os textos sustentam-se sobre colunas, que constituem um dos símbolos exteriores de Persépolis, por sua variedade e riqueza ornamental, que culmina nos capitéis, rematados por cabeças de animais ou motivos vegetais, capazes de expressar, por si mesmos, a plenitude da arte naquele período.
O relevo é indissoluvelmente ligado à arquitetura persa. Todos os espaços disponíveis cobrem-se com esse sistema decorativo, cujas representações constituem a melhor aula sobre a ideologia imperial persa. O rei em audiência é a cena principal; os nobres compõem o cortejo natural da cena. Para chegar até ela, é necessário percorrer extensas paredes, que repetem incansavelmente o mesmo tema: a guarda real. Antes, pois, de chegar ao rei, todo visitante adquire uma imagem palpável dos fundamentos do poder imperial, que é transmitida sem necessidade de atemorizar - como ocorria com o relevo assírio -, exprimindo de forma tangível a realidade, no que consiste o parentesco dos relevos de Sargão II com a arte persa, maior que o de qualquer outro exemplar assírio. Além disso, entretanto, todas as entradas estão protegidas pelos gênios alados tomados da arte mesopotâmica, que encontram apoio, para seus propósitos de salvaguarda, nessas fileiras intermináveis de Imortais.
A constante repetição dos motivos é, ao mesmo tempo, reflexo da ausência de renovação no aparato do Estado, que provocará uma anquilose das estruturas, causa, em última instância, da queda do Império Aquemênida. A tentativa de integrar o mar Egeu à esfera econômica do Império Aquemênida, encerrar-se-a com um estrondoso fracasso (guerras médicas), após o qual os persas terão de conformar-se com uma certa tutela política, Não obstante, do próprio mundo grego surgirá uma força suficientemente dinâmica, para alcançar essa integração do Mediterrâneo Oriental com o Oriente Próximo. Paradoxalmente, Alexandre Magno, ao vencer Dario III, realizou o destino inconcluso do próprio Império Aquemênida: a criação de um autêntico Império Universal.

## Arte Parta

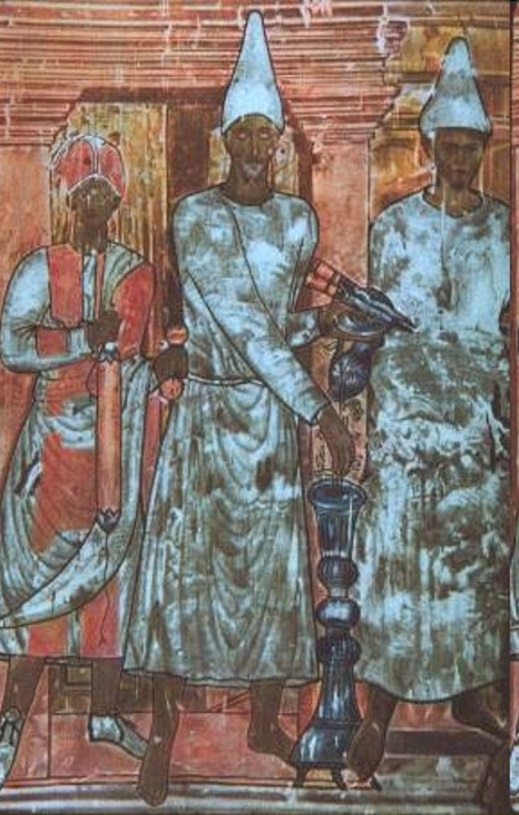
Detalhe do mural parta O Sacrifício de Conon, em Dura Europo

A arte do Império Parta era uma mistura de estilos Iranianos e Helenísticos. O Império Parta existiu de 247 a.C. a 224 d.C. no que hoje é o Irã  e em alguns territórios ao redor. Os sítios partas eram muitas vezes desconsiderados em escavações arqueológicas e as camadas partas não eram facilmente identificadas das outras. A situação da pesquisa e o nível de conhecimento acerca da arte parta é um tanto inconsistentes; a datação é difícil e as ruínas mais importantes estão nos limites do Império, como em Hatra no Iraque moderno, onde foi encontrada a maior quantidade de esculturas partas já escavadas.  Mesmo após o período da Dinastia Parta, a arte que seguiu seu estilo continuou nos arredores por algum tempo. Até mesmo nas representações de narrativas, as figuras se apresentam de frente para o observador e não de lado, uma características que antecipou a arte da Antiguidade tardia, da Idade Média e do Império Bizantino. Deve-se prestar muita atenção aos detalhes das roupas, com desenhos elaborados, provavelmente renda. 
As escavações em Dura Europo no século XX forneceram novas descobertas. O arqueólogo clássico e diretor de escavações, Michael Rostovtzeff, concluiu que a arte dos primeiros séculos a.C., em Palmira, Dura Europo, mas também no Irã e da India Budista seguiam as mesmas características, denominando esse estilo de arte parta.
O traço mais característico da arte parta é sua frontalidade, que apareceu pela primeira vez na arte de Palmira.